# Таенская
Таенская — река на полуострове Камчатка в России. Протекает по территории Мильковского района. Длина реки равна 28 км.
Начинается у восточного склона горы Россыпная на высоте свыше 700 метров над уровнем моря, течёт сначала в северном направлении. После слияния с протокой, ответвляющейся от Андриановки, поворачивает на юго-восток. Имеет несколько правых безымянных притоков. В низовьях правый берег заболочен, по левому берегу распространены березняки. Впадает в реку Камчатка слева на расстоянии 609 км от её устья.
Гидроним произошёл от слова тойон — «старейшина, князёк».
- Код водного объекта — 19070000112120000013079[3].